# Borut Zagoranski
Borut Zagoranski (Ptuj, 10. ožujka 1980.), slovensko-hrvatski glazbenik i pedagog na klasičnoj harmonici.

## Životopis
Glazbeno obrazovanje započeo je u Glazbenoj školi Karola Pahora u rodnom gradu te nastavio na Konzervatoriju za glazbu i balet u Mariboru. Diplomirao je 2002. godine na Muzičkoj akademiji u Puli, Sveučilište Jurja Dobrile u Puli. Iste je godine dobio rektorovu nagradu za najboljeg studenta. Poslijediplomski studij (Postgraduate Diploma in Performance) upisao je na čuvenoj Kraljevskoj akademiji za glazbu u Londonu i studij završio 2006. godine koncertom, za kojega je dobio najviši certifikat za koncertnu djelatnost. Mentori su bili Marjetka Babić, Slavko Magdić i Owen Murray, a također se usavršavao i kod drugih eminentnih umjetnika i pedagoga na klasičnoj harmonici.
Pobjednik je i dobitnik nagrada na brojnim državnim i međunarodnim natjecanjima za harmoniku. Godine 1998. je kao predstavnik Republike Slovenije ušao u finale natjecanja za mlade glazbenike u Beču. Također je dobitnik prestižne nagrade Friends of the Royal Academy of Music za 2006. godinu.
Nastupao je na uglednim međunarodnim festivalima kao što su ISCM Svjetski dani glazbe, ISCM Musica Danubiana, Aldeburgh festivalu, Norfolk & Norwich festivalu, Highgate Music Festival, Glazbena tribina Pula. Kao solist, nastupao je s orkestrima poput Simfonijskog orkestra Austrijskog radija ORF, Londonske simfonijete, Slovenske filharmonije i Simfonijskog orkestra SNG Maribor. Surađivao je s dirigentima kao što su Russell Davies, Lalo Schifrin, Pablo Zinger, Marko Letonja te koncertirao na pozornicama poznatih dvorana, među kojima su Wigmore Hall u Londonu, Wiener Konzerthaus i Konzerthaus Berlin, Benaroya Hall u Seattlu (SAD).
Član je žirija na međunarodnim natjecanjima, recenzent znanstvenih publikacija i autor sveučilišnih nastavnih planova i programa za klasičnu harmoniku. Profesor je klasične harmonike, komorne glazbe, metodike nastave harmonike i dirigent harmonikaškog orkestra na Akademiji za glazbu (Sveučilište u Ljubljani) te na Muzičkoj akademiji u Puli (Sveučilište Jurja Dobrile u Puli). Kao gostujući profesor pozivan je na muzičke akademije i sveučilišta u Gdansku i Lodzu (Poljska), Vilniusu (Litva), Bratislavi (Slovačka), Trstu (Italija).
Od 2014. godine je pridruženi član Kraljevske akademije za glazbu u Londonu

## Radovi
- Lestvice za harmoniko (Scales for accordion), Akademija za glasbo 2016. ISMN 979-0-709057-13-9  Arhivirana inačica izvorne stranice od 4. ožujka 2016. (Wayback Machine)
- Vrijeme za pamćenje: Dva desetljeća studija klasične harmonike u Hrvatskoj 2014. ISBN 978-953-7498-78-8